# Anders Wikstrand
Anders Wikstrand, född 1872 död 1955, var en svensk uppfinnare och fabrikör. 
Anders Wikstrand föddes i byn Vika i Mora socken. Efter några år som handlare konstruerade han bland annat kolugnar med växlingsbara retorter, stubbrytningsapparaten Extraktor, bilbärgningsapparaten Autotraktor och en metod för att göra stegar av tunnväggiga stålrör. Autotraktorn och stegen blev de första produkterna till företaget WIBE som grundades 1929 i Mora.